# Oliver Springs
Oliver Springs is een plaats (town) in de Amerikaanse staat Tennessee, en valt bestuurlijk gezien onder Anderson County en Morgan County en Roane County.

## Demografie
Bij de volkstelling in 2000 werd het aantal inwoners vastgesteld op 3303.
In 2006 is het aantal inwoners door het United States Census Bureau geschat op 3319, een stijging van 16 (0,5%).

## Geografie
Volgens het United States Census Bureau beslaat de plaats een oppervlakte van
13,3 km², geheel bestaande uit land.

## Plaatsen in de nabije omgeving
De onderstaande figuur toont nabijgelegen plaatsen in een straal van 24 km rond Oliver Springs.